# Ichthyobodo necator
Ichthyobodo necator, früher Costia necatrix oder auch Ichthyobodo necatrix genannt, ist ein 10 μm –20 μm großer, heterotropher Flagellat (Geißeltierchen) aus dem Reich der Protozoen. Das Geißeltierchen ist ein Parasit, der bei Fischen Ichthyobodiasis auslösen kann, eine Krankheit die auch als Costia oder Ichthyobodo bekannte ist. Es zählt zu den Hauttrübern.

## Aussehen und Lebensweise
Ichthyobodo necator ist ein bohnenförmiger, ca. 10–20 μm  langer und 6–10 μm breites Geißeltierchen und ist aufgrund dieser geringen Größe nur mit dem Mikroskop zu erkennen. Bei einer etwa 400-fachen Vergrößerung lässt sich Ichthyobodo necator genau diagnostizieren. Seine ruckartigen und drehenden Bewegungen fallen jedoch bereits ab einer 100-fachen Vergrößerung ins Auge.
Ichthyobodo necator besitzt einen Makronukleus und zwei  Geißeln, von denen eine zur Fortbewegung von Wirt zu Wirt dient und die andere, um sich am Wirt zu verankern. Am Ende der Geißel befindet sich ein cytoplasmatischer Fortsatz, mit dessen Hilfe es sich an das äußere Hautepithel des Fischwirts anheftet. Hier ernährt sich der Parasit durch Abweiden des Zellgewebes und schädigt dieses so stark, dass die Wirtszellen durch den fortwährenden Verlust von Zellgewebe absterben und der Parasit, im Anschluss daran, eine neue, gesunde Zelle befällt.
Ichthyobodo necator ist ein obligater Parasit, d. h. er benötigt zum Überleben einen Wirt um sich dann durch Längsteilung zu vermehren. Findet er während seiner Schwärmerphase im freien Wasser, auf der Suche nach einem Fischwirt, innerhalb eines Zeitraumes von ein bis zwei Stunden keinen Wirt, stirbt der Parasit ab. Ichthyobodo necator ist in der Lage, Zysten zu bilden, die ihn vor Austrocknung bewahren und so selbst längere Trockenperioden überstehen lassen. Der Parasit verweilt dann innerhalb dieser Zysten so lange, bis die Umstände wieder seinen favorisierten Lebensbedingungen entsprechen.
Ichthyobodo necator ist stark temperaturabhängig und erreicht seine größte Vermehrungsrate in einem Bereich zwischen 10 und 25 °C. Oberhalb einer Temperatur von 28 °C ist Ichthyobodo necator nicht lebensfähig. Unterhalb von 10 °C schützt er sich durch Zystenbildung. Seine Übertragung erfolgt durch direkten Kontakt oder mittels seiner Fähigkeit, sich im Wasser frei schwimmend einen neuen Wirt zu suchen.